# Ziziphus mucronata
Ziziphus mucronata är en brakvedsväxtart. Ziziphus mucronata ingår i släktet Ziziphus och familjen brakvedsväxter.

## Underarter
Arten delas in i följande underarter:
- Z. m. mucronata
- Z. m. rhodesica

## Bildgalleri

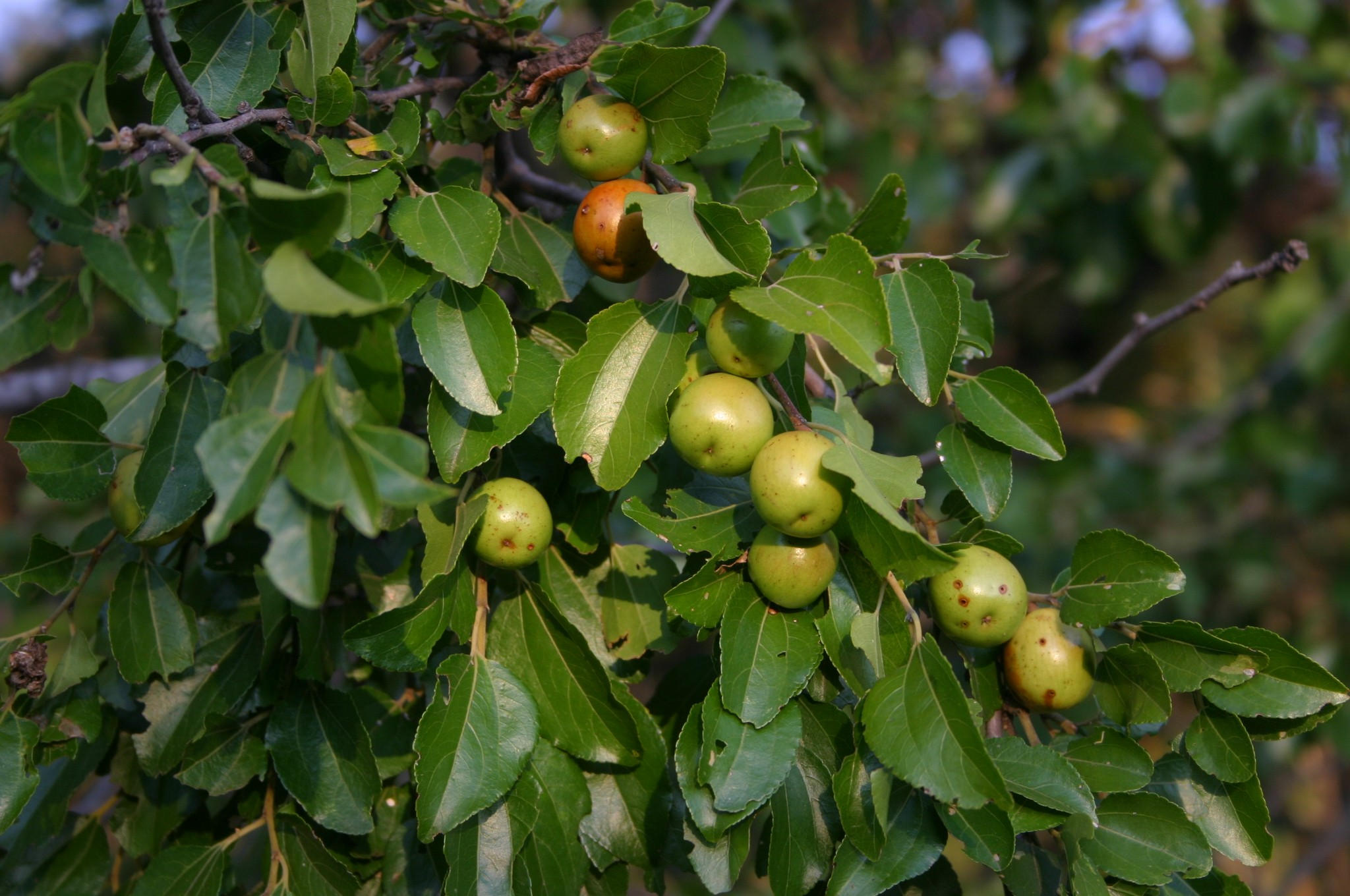
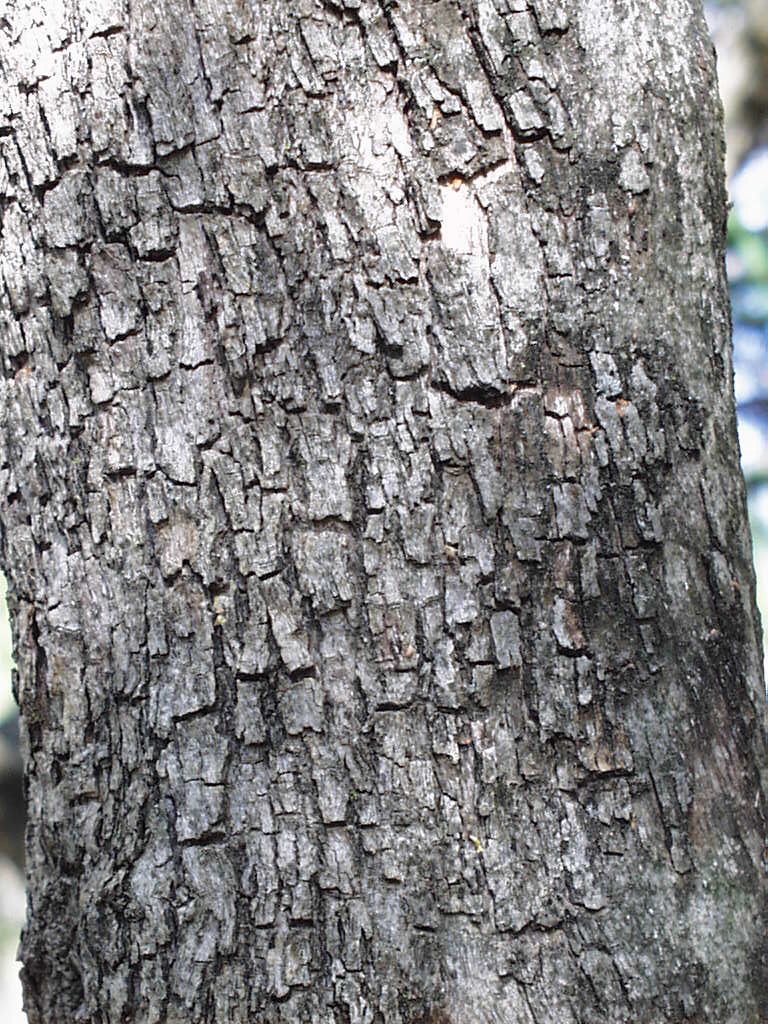
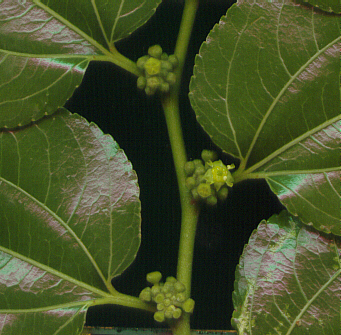
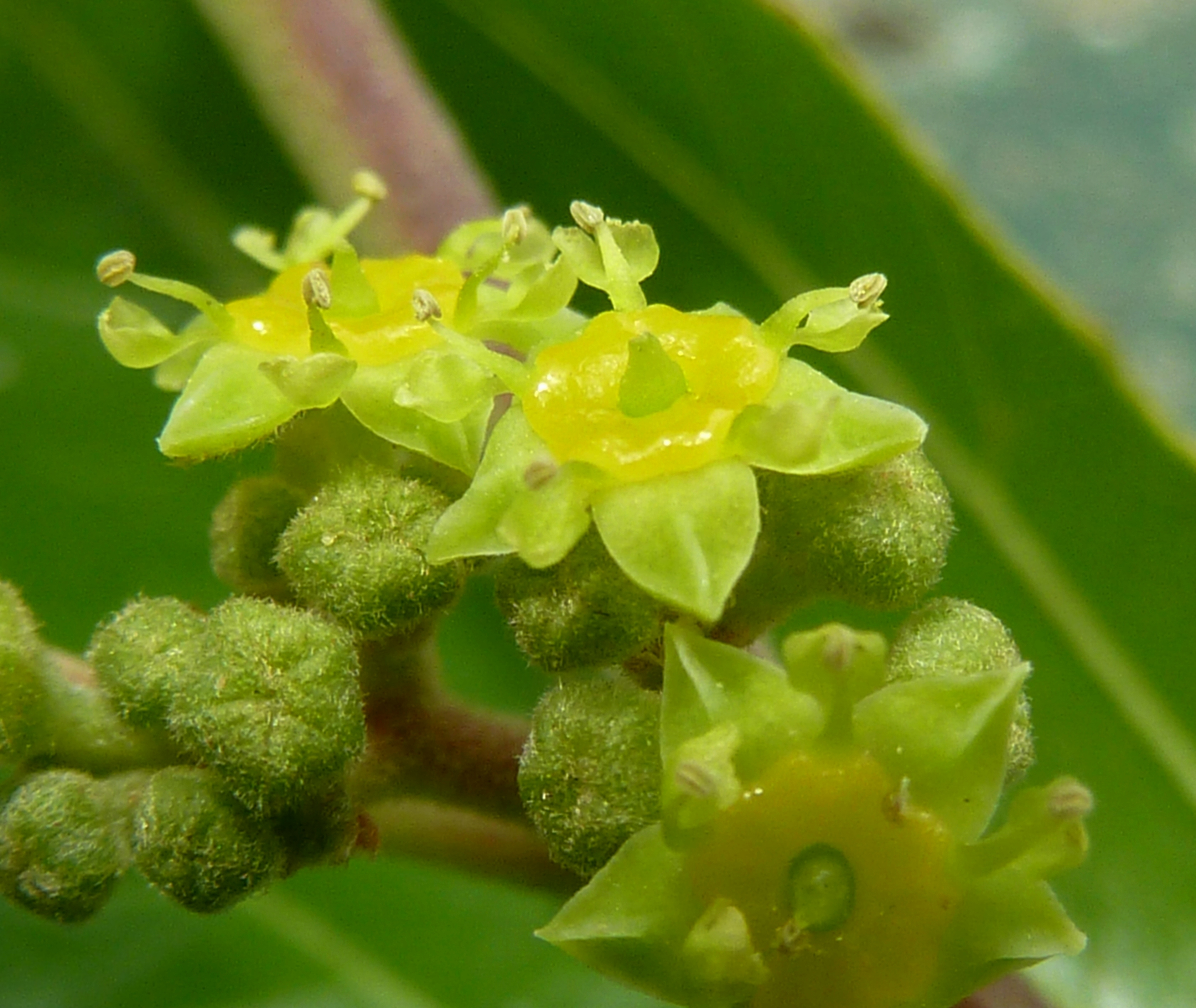